# Bud´ky
Bud´ky (ukr. Будьки) – wieś na Ukrainie, w obwodzie winnickim, w rejonie żmeryńskim, w hromadzie Stanisławczyk. W 2001 liczyła 622 mieszkańców, spośród których 610 wskazało jako ojczysty język ukraiński, a 12 rosyjski.
Znajduje tu się przystanek kolejowy Bud´ky, położony na linii Żmerynka – Odessa.